# Jean Đỗ Văn Ngân
Jean Đỗ Văn Ngân (Ninh Bình, 7 giugno 1953) è un vescovo cattolico vietnamita, dal 16 gennaio 2021 vescovo di Xuân Lôc.

## Biografia
Jean Đỗ Văn Ngân è nato il 7 giugno 1953 a Ninh Bình, omonima provincia e vicariato apostolico di Phát Diêm (oggi diocesi), nella parte settentrionale dell'allora Vietnam del Nord (oggi Repubblica Socialista del Vietnam).
Ha ricevuto l'ordinazione sacerdotale il 14 gennaio 1992 incardinandosi, trentottenne, come presbitero della diocesi di Xuân Lôc.

### Ministero episcopale
Il 2 maggio 2017 papa Francesco lo ha nominato, sessantatreenne, vescovo ausiliare di Xuân Lôc assegnandogli contestualmente la sede titolare di Buleliana. Ha ricevuto la consacrazione episcopale il 1º giugno seguente, presso il Seminario di San Giuseppe a Xuân Lôc, per imposizione delle mani di Joseph Đinh Đức Đạo, vescovo di Xuân Lôc, assistito dai co-consacranti Thomas Vũ Đình Hiệu, vescovo di Bùi Chu, e Joseph Nguyễn Năng, vescovo di Phát Diêm. Come suo motto episcopale il vescovo Đỗ Văn Ngân ha scelto In sinu Jesu, che tradotto vuol dire "In seno a Gesù".
Il 16 gennaio 2021 papa Francesco lo ha promosso, sessantasettenne, vescovo di Xuân Lôc; è succeduto al settantacinquenne Joseph Đình Đúc Đao, dimissionario per raggiunti limiti d'età. Ha preso possesso della diocesi il 3 marzo seguente.

## Genealogia episcopale e successione apostolica
La genealogia episcopale è:
- Cardinale Scipione Rebiba
- Cardinale Giulio Antonio Santori
- Cardinale Girolamo Bernerio, O.P.
- Arcivescovo Galeazzo Sanvitale
- Cardinale Ludovico Ludovisi
- Cardinale Luigi Caetani
- Cardinale Ulderico Carpegna
- Cardinale Paluzzo Paluzzi Altieri degli Albertoni
- Papa Benedetto XIII
- Papa Benedetto XIV
- Papa Clemente XIII
- Cardinale Bernardino Giraud
- Cardinale Alessandro Mattei
- Cardinale Pietro Francesco Galleffi
- Cardinale Giacomo Filippo Fransoni
- Cardinale Carlo Sacconi
- Cardinale Edward Henry Howard
- Cardinale Mariano Rampolla del Tindaro
- Cardinale Rafael Merry del Val
- Arcivescovo Duarte Leopoldo e Silva
- Arcivescovo Paulo de Tarso Campos
- Cardinale Agnelo Rossi
- Vescovo Dominique Nguyễn Văn Lãng
- Vescovo Paul Marie Nguyễn Minh Nhật
- Vescovo Dominique Nguyễn Chu Trinh
- Vescovo Joseph Đinh Đức Đạo
- Vescovo Jean Đỗ Văn Ngân

La successione apostolica è:
- Vescovo Dominique Nguyễn Tuấn Anh, S.A.C. (2024)